# Naturschutzgebiet Königsforst (Rhein-Berg)
Das Naturschutzgebiet Königsforst im Rheinisch-Bergischen Kreis ist ein großes Waldgebiet in Bergisch Gladbach südlich der Bundesautobahn 4 und in den nördlichen Teilen von Overath und Rösrath. Im Westen reicht es bis an die Stadtgrenze Köln und geht dort über in das Naturschutzgebiet Königsforst (Köln). Das Naturschutzgebiet ist Bestandteil der Bergischen Heideterrasse.
Der Forst ist ein FFH- und Vogelschutzgebiet. Aufgrund des Alters, der Geschlossenheit der Waldlandschaft und der teilweise noch naturnahen Bachläufe mit ihren begleitenden Bacherlenwäldern zählt der Königsforst zu den Kernflächen eines europäischen Waldbiotopverbundsystems.

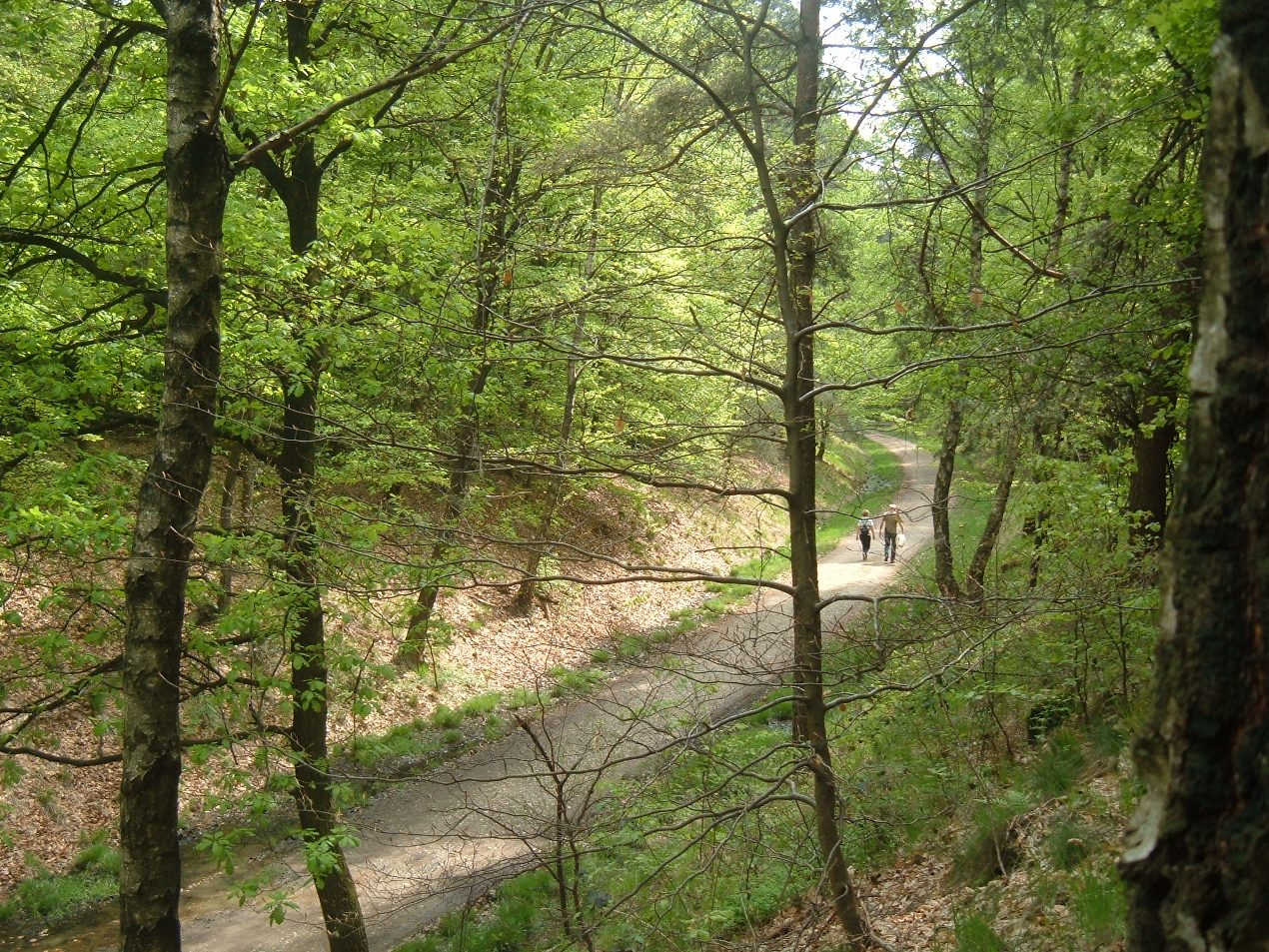
Wanderung durch den Königsforst

## Naturschutzgebiet
Bereits 1997 wurde der Königsforst zum Naturschutzgebiet erklärt. Die Schutzausweisung erfolgte zur Erhaltung und Entwicklung eines großen zusammenhängenden naturraumtypischen Waldgebietes mit typischen Biotoptypen der Bergischen Heideterrassen wie Quellen, Erlenbruchwälder, naturnahe Bachläufe, Röhrichten sowie Obstwiesen, Offenland- und Grünlandbiotope. Dazu wurden folgende Schutzzwecke festgesetzt:
- Erhaltung und Sicherung der geschützten Biotope, wie Auwälder, Bruch- und Sumpfwälder, Fließgewässer, Stillgewässer, Quellbereiche,
- Sicherung der Funktion als Biotopverbundfläche von herausragender Bedeutung
- Erhaltung, Herstellung und Wiederherstellung der Lebensgemeinschaften mit den für die natürlichen Laubwaldgesellschaften typischen Artenspektren und standörtlichen Variationen,
- Erhaltung, Herstellung und Wiederherstellung der Lebensstätten von seltenen und gefährdeten sowie landschaftsraumtypischen Tier- und Pflanzenarten in großen zusammenhängenden Waldökosystemen,
- Erhaltung, Herstellung und Wiederherstellung der naturnahen Strukturen der zahlreichen Fließgewässer – vorwiegend Sandbäche – und ihrer Uferbereiche, der Quellsümpfe, Teiche und Stauweiher mit ihrer Sumpf- und Wasservegetation und sonstiger Feuchtbereiche als wichtiges Grundwasseranreicherungsgebiet.[2]

### FFH-Gebiet
Seit dem Jahr 2000 ist das Natura 2000-Gebiet nach der Richtlinie 92/43/EWG (Fauna-Flora-Habitat-Richtlinie) mit der Gebietsnummer DE-5008-302 unter dem Namen Koenigsforst deklariert.  Diese bestehen aus der naturraumtypischen Vielfalt mit ausgedehnten Eichenmischwäldern auf Sand im Wechsel mit sauren Buchenwäldern sowie einem in Teilen naturnahen Fließgewässersystem mit Sandbächen, streckenweise begleitet von schönen Bacherlenwäldern. Besonders zu erwähnen sind:
- Erlen-, Eschen- und Weichholz-Auwälder (Prioritärer Lebensraum)
- Hainsimsen-Buchenwald
- Alte bodensaure Eichenwälder auf Sandebenen mit Stieleichen (Quercus robur)
- Stieleichen-Hainbuchenwald
- Waldmeister-Buchenwald

Unter den wildlebenden Tieren sind besonders die Groppe und das Bachneunauge zu erwähnen. Sodann soll die Wiederansiedlung von Populationen und Lebensräumen des Hirschkäfers gefördert werden.

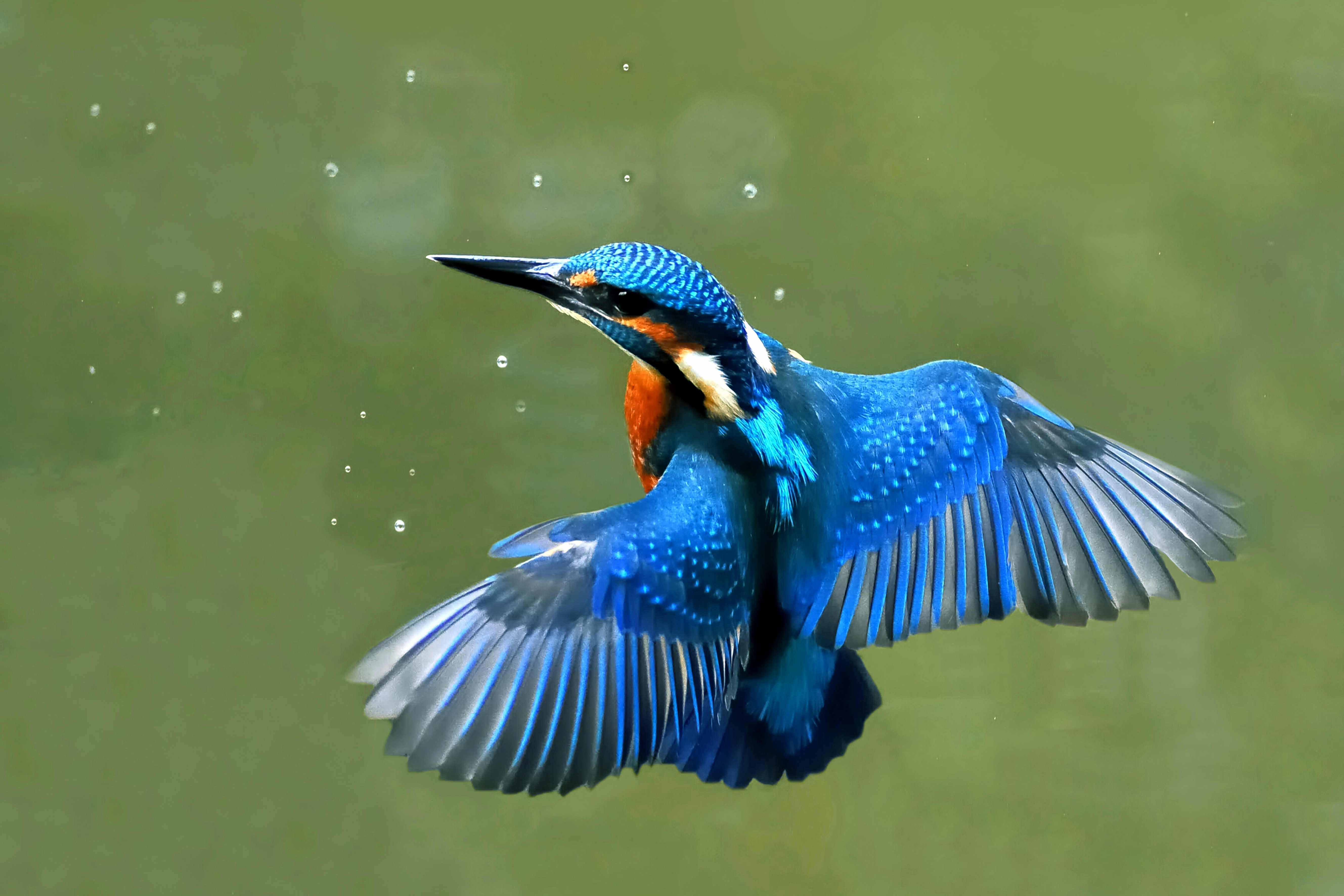
Eisvogel im Schwebflug

### Vogelschutzgebiet
Das FFH-Gebiet ist seit 2004 zusätzlich auch als EU-Vogelschutzgebiet „Königsforst“ unter der Gebietsnummer DE 5008-401 zum Schutz der Lebensräume für folgende wildlebende Vogelarten ausgewiesen:
- Eisvogel (Alcedo attis)
- Grauspecht (Picus canus)
- Mittelspecht (Dendrocopus medius)
- Rotmilan (Milvus milvus)
- Schwarzspecht (Dendrocopus martius)
- Wespenbussard (Pernis apivorus)[1][2]